# Caroline Hainer
Anna Sofia Caroline Hainer, född 2 december 1976 i Hagsätra i Stockholms kommun, är en svensk kulturjournalist, filmkritiker och författare.
Caroline Hainer växte upp i stockholmsförorten Hagsätra. Hon har under många år varit verksam som kulturjournalist och recensent med inriktning på film och tv i media som Icon, Aftonbladet och DI Weekend. Hon är även filmkritiker för Göteborgs-Posten och Kulturnyheterna på SVT. Förutom den egna bloggen Jazzhands har hon också skrivit om film och TV för TV-dags och om dofter och skönhet i bloggen Rodeo magazines Fifty Scents.
År 2013 debuterade hon som romanförfattare med den självbiografiskt baserade, relationsanalytiska boken Inte helt hundra (Volante). Den följdes 2016 av romanen Åsneprinsen (Natur & Kultur). Hon har även givit ut boken Män visar kuken för mig (2017, Mondial förlag).